# Río Roya
El río Roya (en italiano: Roia, en occitano: Ròia) es un corto río costero de la vertiente mediterránea que discurre por Francia e Italia.
Nace en el noreste del departamento de los Alpes Marítimos, cerca del paso de Tenda, a unos 1800 m sobre el nivel del mar, junto a la frontera italiana. Desemboca en el mar en Ventimiglia (Italia). Desarrolla su curso en los Alpes Marítimos y en la región italiana de Liguria. Su longitud total es de 60 km, de los cuales 40,1 km se encuentran en territorio francés.
Las principales poblaciones de su curso son Tende (Francia) y Ventimiglia (Italia). El valle del Roya, aguas arriba de Olivetta, fue transferido a Francia, tras la Segunda Guerra Mundial, por el Tratado de París de 1957. Previamente todo el valle -excepto un pequeño tramo intermedio- pertenecía a Piamonte (Italia).
Su nombre procede del color rojizo de sus aguas durante las riadas. Hay otro curso de agua del mismo nombre en los Alpes Marítimos. Se trata de un torrente alpino que vierte en el Tinée.

## Imágenes

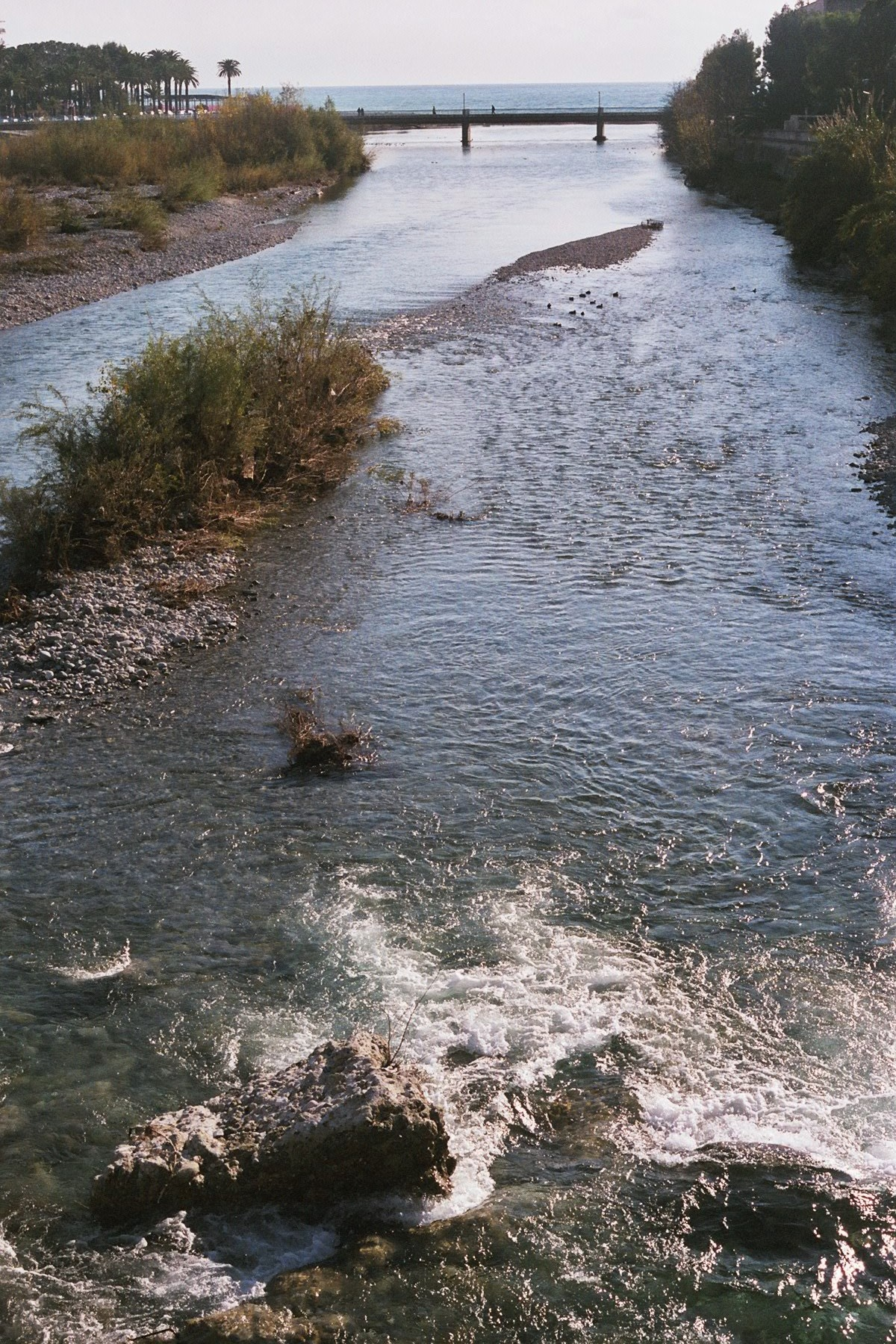
A su paso por la frontera franco-italiana.
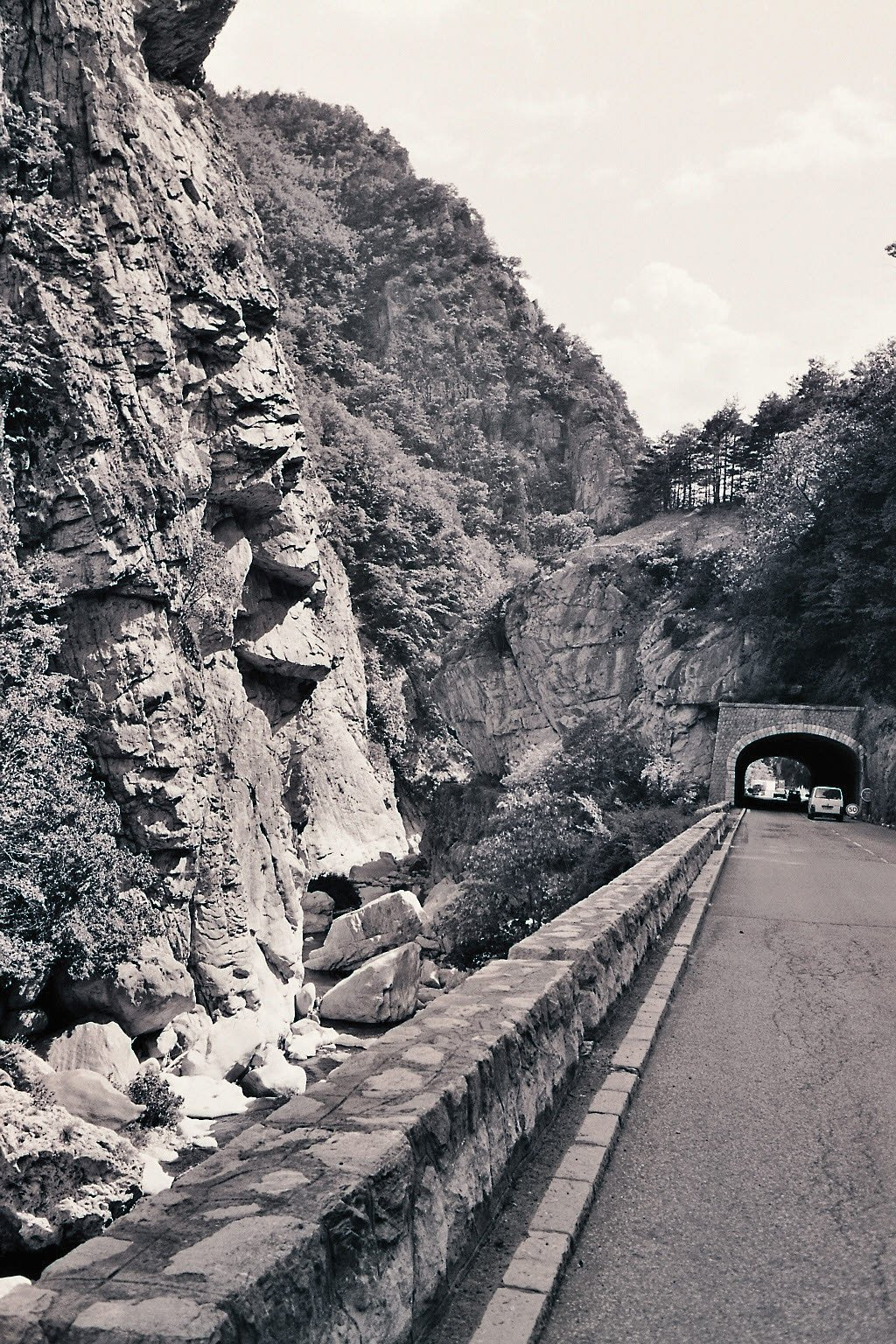
La garganta del río Roya, en Breil-sur-Roya.
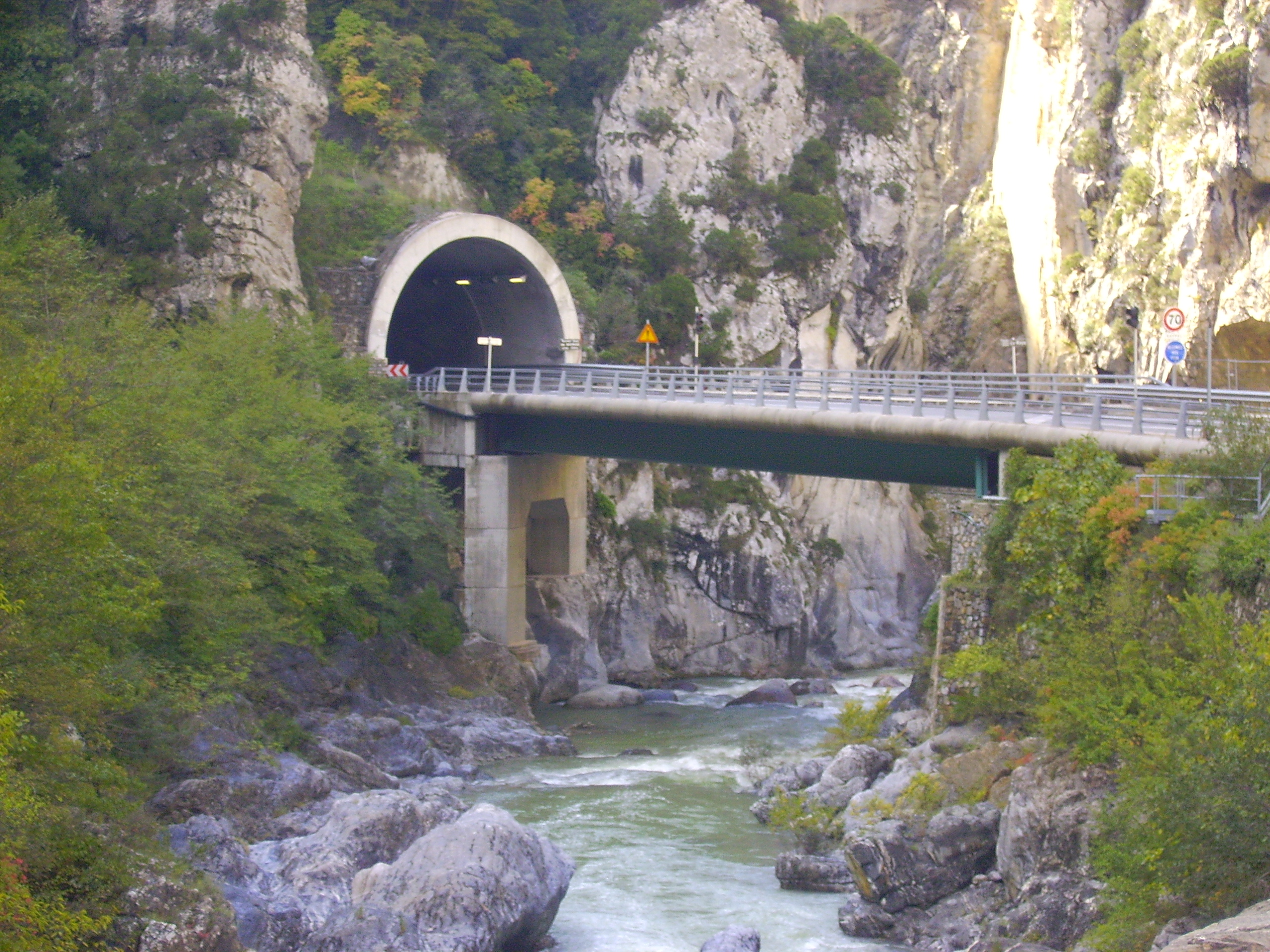
Pont de la Bendola.

## Zona Especial de Conservación
Desde 2005 una pieza del lecho del Roya es un Lugar de Importancia Comunitaria (Decreto Ministeriale 25 de marzo de 2005), actualizado a Zona Especial de Conservación desde 2017.